# شهاب ۲
موشک شهاب ۲ موشکی ایرانی است که جانشین موشک شهاب ۱ به حساب می‌آید. این موشک از نوع موشک‌های اسکاد-سی است و برای نخستین بار در سال ۱۳۶۹ با موفقیت آزمایش شد.
خطای این موشک درحالت بیشینه، ۵۰ متر است و توانایی شلیک به اهدافی در کویت، قطر، عمان، عراق و اسرائیل (بسته به محل پرتاب) را دارد.
در دوم نوامبر ۲۰۰۶ ایران در افتتاحیه رزمایش ده روزه پیامبر اعظم شماری از این موشک‌ها را شلیک کرد که به گفته تلویزیون رسمی ایران، ۱۲ فروند موشک از جمله شهاب ۲ و شهاب ۳ شلیک شد.
برد این موشک‌ها از ۳۰۰ کیلومتر (شهاب ۱) تا ۲۰۰۰ کیلومتر (شهاب ۳) بود. در این رزمایش متخصصان ایرانی تغییراتی مانند افزودن کلاهک خوشه‌ای با ظرفیت ۱۴۰۰ بمب بر روی شهاب ۳ انجام دادند